# Отражения в златисто око
„Отражения в златисто око“ (на английски: Reflections in a Golden Eye) е роман на американската писателка Карсън Маккълърс. За първи път се появява като поредица в списанието Harper's Bazaar през 1940 г., а като книга е издаден на 14 февруари 1941 г.

## Сюжет
Внимание:  Текстът по-долу разкрива сюжета на произведението (или части от него)!
„В южните щати има един форт, където преди няколко години бе извършено убийство. Участниците в трагедията бяха двама офицери, две жени, един войник, филипинец и кон.“ 
Действието се развива във военен гарнизон в южния щат Джорджия през 30-те години на 20 век. Офицерите са капитан Пендъртън и майор Лангдън, а жените – техните съпруги – Лионора Пендъртън и Алисън Лангдън. Капитан Пендъртън е прикрито хомосексуален и се отвращава от жена си. Майор Лангдън е любовник на красивата, жизнена и лекомислена Лионора. Алисън – жена с крехко физическо и душевно здраве – страда от изневярата на съпруга си. Нейна утеха е младият ѝ прислужник филипинец, който я обожава. Войникът в историята е редник Елджи Уилямс. След инцидент с коня на жена си, капитан Пендъртън открива, че е привлечен от младия войник. Той не знае, обаче, че Елджи Уилямс нощем влиза в дома му и наблюдава Лионора, докато тя спи. Алисън първа разбира за това, но взетото впоследствие решение да напусне съпруга си е определено като „нервно разстройство“ и тя умира скоро след това в дом за душевноболни. Когато редник Уилямс идва тайно в дома на Пендъртън за седми път, капитанът го застрелва до леглото на жена си.

## Адаптации
По романа е направен едноименен филм през 1967 г. с участието на Марлон Брандо в ролята на капитан Пендъртън и Елизабет Тейлър в ролята на Лионора. 